# Goshen (Vermont)
Goshen – miasto w Stanach Zjednoczonych, w stanie Vermont, w hrabstwie Addison.